# Kaarlo Juho Ståhlberg

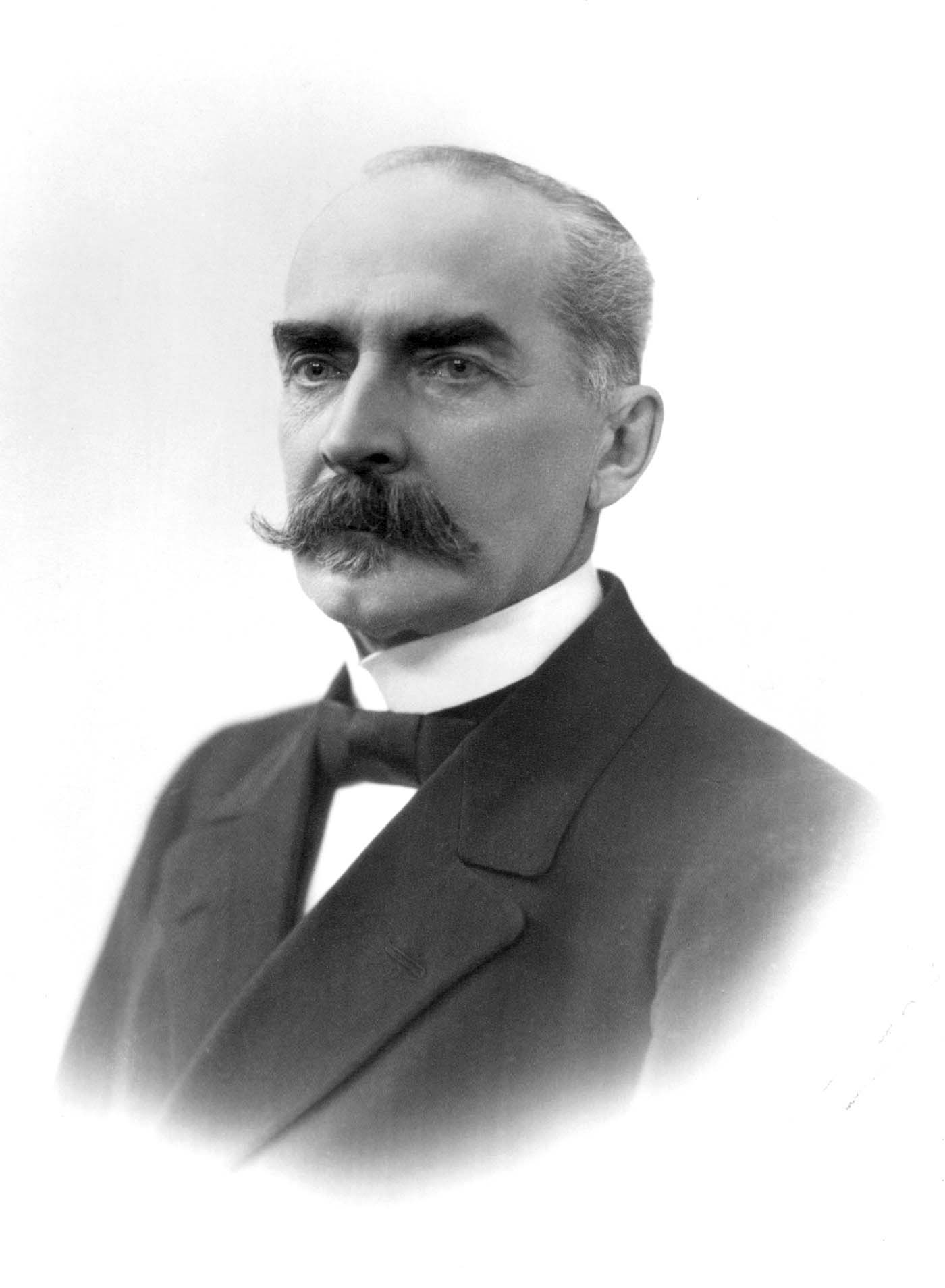

Kaarlo Juho Ståhlberg (Suomussalmi, 28 januari 1865 - Helsinki, 22 september 1952) was een Fins politicus. Van 1919 tot 1925 was hij de eerste president van Finland.
Hij werd geboren als Carl Johan Ståhlberg, maar later nam hij de Finse voornamen Kaarlo Juho aan.
Ståhlberg volgde onderwijs aan het lyceum en studeerde daarna rechten. In 1889 verwierf hij de doctorstitel. Nadien was hij werkzaam als jurist. Hij begon zijn politieke carrière als lid van de Vooruitgangspartij en hij werd in de Senaat van het Groothertogdom Finland gekozen. Hij verzette zich tegen de russificatiepolitiek die rond 1900 werd ingevoerd. Later sprak hij zich uit vóór een grondwettelijke hervorming, algemeen en enkelvoudig kiesrecht voor mannen en vrouwen.
Van 1908 tot 1918 was Ståhlberg hoogleraar bestuursrecht aan de Universiteit van Helsinki. In 1917 werd hij, na de Februarirevolutie, voorzitter van het Grondwetgevende Comité en stelde hij samen met de andere leden van het Comité een republikeinse en democratische grondwet op. In november 1917 werd Finland een onafhankelijke staat. In 1918 landde er een Duitse expeditiemacht in Finland om samen met het Witte Leger het revolutionaire Rode Leger van de Socialistische Radenrepubliek Finland (februari-april 1918) te verslaan. Premier Pehr Evind Svinhufvud steunde daarna de kandidatuur van de Duitse prins Frederik Karel van Hessen (familie van keizer Wilhelm II van Duitsland). Ståhlbergs republikeinse grondwet verdween tijdelijk in de ijskast.
In november 1918 viel het Duitse Keizerrijk en prins Frederik (inmiddels bekend onder de naam koning Väinö I van Finland) trok zich als kandidaat voor de troon terug. Op 17 juli 1919 werd de Republiek Finland uitgeroepen. Er werd een presidentieel systeem ingevoerd. Ståhlberg bepleitte de invoer van directe presidentsverkiezingen, maar uiteindelijk koos de Senaat voor het stelsel met de kiesmannen (indirecte verkiezing). Als belangrijkste presidentskandidaten golden Ståhlberg en Baron Carl Gustaf Mannerheim. Mannerheim werd gesteund door de centrumrechtse partijen en Ståhlberg door de liberale partijen (w.o. zijn eigen Nationale Progressieve Partij), de Agrarische Partij en de Sociaaldemocratische Partij. Ståhlberg won de verkiezingen en op 27 juli 1919 werd hij de eerste president van Finland.
Als president voerde Ståhlberg een democratisch bewind. Zijn buitenlandpolitiek was gericht op Polen, Groot-Brittannië en Frankrijk. Zijn pogingen om de betrekkingen met de Entente-mogendheden (Verenigd Koninkrijk, Frankrijk) te verbeteren waren echter niet altijd succesvol. Minder toenadering zocht hij tot Duitsland en Zweden, hoewel de verstandhoudingen met die landen goed bleven. In zijn binnenlandse politiek moest hij steeds nieuwe regeringen benoemen, omdat in de jonge staat er steeds regeringswisselingen waren. Tijdens zijn presidentschap (1919-1925) waren er negen regeringen.
Ståhlberg stelde zich in 1925 niet meer herverkiesbaar voor het presidentschap. Hij werd gekozen in het Constitutionele Hof van Finland.
In 1930 werden Ståhlberg en zijn vrouw gegijzeld door leden van de rechts-radicale Lapua-beweging. Leden hiervan wilden hem naar de Sovjet-Unie sturen. (De betrekkingen tussen de USSR en Finland waren niet goed.) Uiteindelijk liet de beweging Ståhlberg vrij. Door dit incident brokkelde de aanhang van de Lapua-beweging verder af.
Ståhlberg stond bekend als een verlegen man. Hij was wel erg zorgvuldig en bereidde al zijn publieke optredens tot in de puntjes voor. Hij bestreed zowel extreemrechts als extreemlinks. Hij was actief binnen de Finse geheelonthoudersbeweging.
Ståhlberg hertrouwde toen hij weduwnaar was geworden.
Kaarlo Juho Ståhlberg · Lauri Kristian Relander · Pehr Evind Svinhufvud · Kyösti Kallio · Risto Ryti · Carl Gustaf Mannerheim · Juho Kusti Paasikivi · Urho Kekkonen · Mauno Koivisto · Martti Ahtisaari · Tarja Halonen · Sauli Niinistö
- Bibliothèque nationale de France: cb103774587 (data)
- Gemeinsame Normdatei: 128938560
- International Standard Name Identifier: 0000 0000 5488 0462
- Library of Congress Control Number: n79043708
- Nationale Bibliotheek van Israël: 987007596692205171
- LIBRIS: 234650
- Virtual International Authority File: 15835304
- WorldCat: E39PBJrCdjHmbp6qkMJWkMV9jC